# Kanton Sore
Sore is een voormalig kanton van het Franse departement Landes. Het kanton maakte deel uit van het arrondissement Mont-de-Marsan.

## Gemeenten
Het kanton Sore omvatte de volgende gemeenten:
- Argelouse
- Callen
- Luxey
- Sore (hoofdplaats)